# Takuya Kokeguchi
Takuya Kokeguchi (født 13. juli 1985) er en japansk fodboldspiller, som spiller for den japanske fodboldklub Kataller Toyama.